# Basílica de Nuestra Señora de Guadalupe y san Felipe Mártir
La Basílica de Nuestra Señora de Guadalupe y san Felipe Mártir, es una basílica menor de la Iglesia católica, dedicado a la Virgen María en su advocación de Guadalupe, ubicado en el barrio Aurelioen el municipio de Roma, Italia. Pertenece a la diócesis de Roma y está confiada a la Congregación de los Legionarios de Cristo. El papa Juan Pablo II le concedió el título de basílica menor el 15 de enero de 1991 y el título cardenalicio de Nuestra Señora de Guadalupe y San Felipe mártir en Vía Aurelia el 28 de junio de 1991.

## Breve reseña
La Iglesia de Nuestra Señora de Guadalupe y San Felipe Mártir fue fundada a instancias del papa Pío XII, que quiso dedicar a los mexicanos y a todos los pueblos de América Latina un lugar de culto dedicado a Nuestra Señora de Guadalupe, que ya había sido declarada Patrona de América por el papa Pío X en 1910. La iglesia se construyó entre 1955 y 1958, y fue elevada a la categoría de parroquia el 22 de septiembre de 1960. Esta construcción fue confiada a la Legión de Cristo por el cardenal Clemente Micara, vicario para la Diócesis de Roma.

## Historia
El templo debía convertirse en la iglesia nacional de México en Roma, consagrada a la Virgen de Guadalupe, patrona de México y de América Latina, y a san Felipe Mártir. El 3 de abril de 1955, el papa Pío XII bendijo personalmente la primera piedra transportada a Roma directamente desde la colina del Tepeyac, donde se apareció la Virgen en México. La construcción comenzó poco después. El pueblo mexicano proporcionó los medios económicos para llevarla a cabo, contribuyendo con generosas ofrendas.
Los trabajos duraron cerca de tres años. La inauguración estaba programada para el 12 de octubre de 1958, pero se tuvo que posponer a causa de la muerte del pontífice. Ese día solamente se celebró una misa privada. Monseñor José Garibi Rivera, quien pocos días después se convirtió en el primer cardenal mexicano, consagró el templo el 11 de diciembre de 1958 y al día siguiente se tuvo la inauguración oficial. En el evento participaron numerosas personalidades eclesiásticas de la época y fue presidido por el cardenal Clemente Micara quien, además de vicario de Roma, era presidente de la Obra Pontificia para la Conservación de la Fe y la Provisión de nuevas Iglesias en Roma.

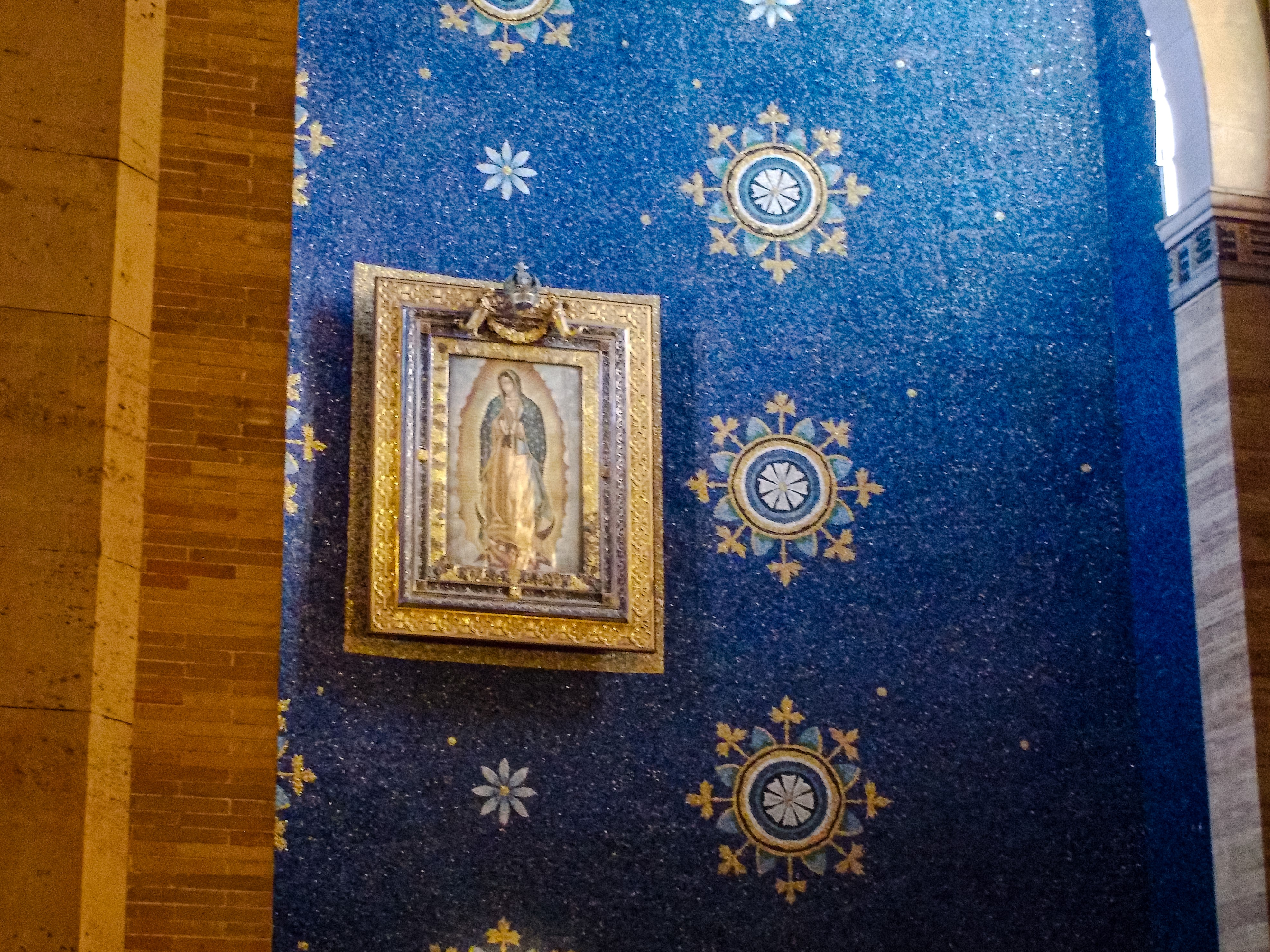
Altar mayor de la Basílica de Guadalupe en Roma (2023)

Bajo su guía, entre 1951 y 1965, se inauguraron 118 parroquias. Era llamado «el visitador», ya que siempre se encargaba personalmente de poner la primera piedra, de inaugurar el templo y de presidir la toma de posesión del párroco. Así lo hizo también con la iglesia de Via Aurelia: el cardenal Clemente Micara puso la primera piedra el 11 de abril de 1955, presidió su inauguración el 12 de diciembre de 1958 y, una vez erigida canónicamente como parroquia, nombró como primer párroco al sacerdote legionario Antonio Lagoa, LC, el 22 de septiembre de 1960.
El 20 de noviembre de 1962, el cardenal José Garibi Rivera coronó el cuadro de la Virgen de Guadalupe que se encuentra sobre el altar mayor. El mismo día, san Juan XXIII fue a rezar frente a la imagen de la patrona de México y de América Latina. Se trató de una visita significativa porque se realizó en presencia de muchos obispos mexicanos y latinoamericanos, presentes en Roma con motivo de la primera sesión del Concilio Vaticano II. Por su parte, san Juan Pablo II realizó una visita pastoral a la parroquia el 27 de enero de 1980, con ocasión del primer aniversario de su primer viaje pastoral a México. Él ya había conocido la iglesia en 1970 como arzobispo de Cracovia durante una peregrinación de sacerdotes polacos. En la homilía, el papa subrayó la trascendencia espiritual de la Iglesia:

«Vuestra parroquia, dedicada a Nuestra Señora de Guadalupe, es como un testimonio viviente del vínculo que aquí en Roma, en el centro de la Iglesia, deseamos mantener siempre vivo con la Iglesia del lejano continente americano, reunido en torno a la Madre. […] Este Corazón que une a todos los pueblos y continentes, os una también a vosotros constantemente en vuestras familias, en los ambientes de trabajo, de enseñanza, de descanso. Os una, a través de esta parroquia, con la Iglesia en la que vive Cristo, Hijo de Dios e Hijo de María, y que actúa por medio de su Espíritu».

El 15 de enero de 1991, el mismo Juan Pablo II, confirió a la iglesia el título de basílica menor y hasta ahora dos eclesiásticos mexicanos, ambos arzobispos de Guadalajara, han llevado el título de cardenales presbíteros de Nuestra Señora de Guadalupe y San Felipe Mártir en Via Aurelia: de 1991 a 1993 el cardenal Juan Jesús Posadas Ocampo y el cardenal Juan Sandoval Iñiguez desde 1994 hasta el día de hoy.

## Limitación territorial
Via Gregorio XI hasta el cruce con Via Fulvio Nordi - línea ideal hasta Fosso della Magliana - Via Aurelia Antica - exclusión de las viviendas que gravitan en torno al último tramo de Via Aurelia Nuova - Fosso di Acqua Fredda - Fosso di Val Cannuta hasta el cruce con Via Gregorio XI.

## Sitios relacionados
- Título cardenalicio de Nuestra Señora de Guadalupe y San Felipe mártir en Vía Aurelia
- Nuestra Señora de Guadalupe (México)
- San Felipe de Jesús (mártir)
- Iglesia de Nuestra Señora de Guadalupe en Monte Mario (Roma)

## Jurisdicción territorial

### Capillas subsidiarias
1. Capilla de la Casa de cuidados Pío XI
2. Capilla de la Santa Cruz (Pontificio Colegio Pio Brasileño)

### Comunidades religiosas presentes en la jurisdicción
1. Comunidad de las Hermanas de María Inmaculada
2. Pontificio Colegio Filipino
3. Pontificio Colegio Pio Brasileño
4. Colegio de los Misioneros Hijos del Inmaculado Corazón de María (Claretianos)
5. Instituto de Teología de la vida consagrada, "Claretianum"
6. Misioneras de María «Salus Infirmorum»
7. Dirección General de los Legionarios de Cristo
8. Casa General de las Hermanas Agustinianas Misioneras
9. Comunidad de la Familia eclesial Misión Iglesia-Mundo - Catania (rama femenina)
10. Casa General de las Hermanas de Nuestra Señora de la Caridad del Buen Pastor
11. Casa General de las Hermanas de Nuestra Señora de Namur
12. Casa General de las Hermanas de la Sma. Virgen Inmaculada de Lourdes (Terciarias franciscanas)
13. Casa General de las Hermanas Misioneras Franciscanas de la Inmaculada Concepción de María
14. Comunidad del Instituto de Cristo Rey Sumo Sacerdote - Casa beato Pío XI
15. Casa General de las Hermanas de la Providencia (Rosminianas)
16. Comunidad de las Hermanas de Santa Ana (Tiruchirapalli, India)
17. Casa de procura de las Hermanas Crucificadas Adoratrices de la Eucaristía
18. Casa General de los Laicos Consagrados del Regnum Christi
19. Casa de procura de la Congregación Marta y María
20. Casa provincial de las Hermanas carmelitas misioneras de Santa Teresa del Niño Jesús
21. Casa Madre Ersilia Canta del Instituto de las Hijas de María Auxiliadora
22. Pontificio Colegio Internacional María Mater Ecclesiae